# 休閒治療
休閒治療（英語：Recreational Therapy）又稱康樂治療、遊憩治療，是指透過靜態或是動態的休閒活動，讓活動參與者生理、心理狀態達到穩定的一種治療方式。

## 定義
由專業的休閒治療師設計一系列靜態或動態的休閒活動，讓接受治療的目標對象達到生理、心理上的抒發，同時讓身體健康狀況，亦或是精神狀態不佳、社交生活行為之偏差者達到治療功效。

## 休閒治療程序
O'Moorow & Reynolds（1989）對於休閒治療提出了一個四階段的治療程序：
- 個案評估（Assessment）-休閒治療師必須先進一步了解個案的興趣、基本能力、生活環境‧‧‧‧‧‧等。
- 規劃活動（Planning）-配合個案的體力、興趣、活動所及範圍，替他規劃一套靜態或動態活動來達到治療目的。
- 計畫執行（Implementation）-實際將規劃好的活動執行，讓個案的生理、心理、社交行為方面接受治療，早日改善。
- 結果評估（Evaluation）-治療活動結束後，休閒治療師必須收集評估資料，來測量本次活動是否對於個案有達到效益。

## 休閒治療類型
休閒治療所規劃的活動可以事靜態或動態，而兩者又可分為多種細項。

### 靜態活動

#### 園藝治療
讓個案實際接觸園藝材料，與大自然接觸，進而紓解壓力與復健心靈，達到治療效果。

#### 藝術治療
- 音樂治療-利用簡單的音樂活動，使個案接受治療。
- 舞蹈治療-透過舞蹈動作，讓個案用肢體動作來抒發自己，達到治療效果。
- 戲劇治療-利用角色扮演、默劇等方式，讓個案得到身心靈的治療方式。

### 動態活動

#### 遊戲治療
利用玩遊戲的方式，來達到改善個案的治療方法，同時也能說是一種變通的諮詢方式。

#### 運動治療
透過運動來治療個案，也是較為特殊的一種方式，不僅能讓個案減少對他人的依賴性，同時擁有良好的運動習慣，也能改善個案的身心健康，是非常重要的。

## 休閒治療適用對象
憂鬱症、思覺失調症、殘障者、行為問題者。